# Orthotrichum flexifolium
Orthotrichum flexifolium là một loài rêu trong họ Orthotrichaceae. Loài này được R. Br. bis mô tả khoa học đầu tiên năm 1895.
Danh pháp khoa học của loài này chưa được làm sáng tỏ. 